# Macrostylis spinifera
Macrostylis spinifera är en kräftdjursart som beskrevs av Georg Ossian Sars 1864. Macrostylis spinifera ingår i släktet Macrostylis och familjen Macrostylidae. Arten är reproducerande i Sverige. Inga underarter finns listade i Catalogue of Life.